# Glenoleon berthoudi
Glenoleon berthoudi is een insect uit de familie van de mierenleeuwen (Myrmeleontidae), die tot de orde netvleugeligen (Neuroptera) behoort. 
Glenoleon berthoudi is voor het eerst wetenschappelijk beschreven door Tillyard in 1916.